# Тарвагатай Нуруу (національний парк)
Національний парк Тарвагатай Нуруу охоплює південно-західну частину Тарвагатайського хребта в Хангайських горах, що в центральній Монголії. Парк охороняє перехідну зону між напівпосушливими степами півдня і хвойними лісами північних схилів хребта. В 2002 році внаслідок сильної пожежі вигоріла значна частина парку, включаючи 800 км² лісу модрин і сибірських сосен. Парк розташований за 60 км на північний схід від Уліастаю, на сході Завханського аймаку.

## Топографія
Парк простягається на 100 км на північний схід від підніжжя гори Отгон-Тенгер, найвищої гори Хангайського хребта. Місцевість парку гориста, з середньою висотою від 2200 до 3200 метрів. Хребти відносно пласкі, з крутими південними схилами та широкими льодовиковими долинами.

## Клімат
Клімат району — холодний напівпустельний (BSk за класифікацією кліматів Кеппена). Цей клімат характерний для степів.

## Флора і фауна
Висотна поясність забезпечує національному парку високе біорізноманіття. Рослинні зони включають в себе луки в долинах, ліси на північних схилах, альпійську тундру на вершинах гір. Кліматичні зони різняться в залежності від видів гірських схилів, впливу вітру, сонця і випаровування, льодовикової чи вулканічної місцевості. Біля 70% степових ділянок на півдні національного парку займають злаки роду Вівсюнець (Helictotrichon), Нечуйвітер (Hieracium), Костриця (Festuca) та інші, а також осоки, такі як Осока стопоподібна (Carex pediformis). Ліси північних схилів складаються здебільшого з сибірських модрин і сибірських сосен.
В парку мешкають рідкісні тварини, зокрема архари, сибірські козли і кабарги, благородні олені, снігові барси, тарбагани, а також понад 60 видів птахів, зокрема рідкісні лебедів-кликунів і орланів-білохвостів.